# Algirdas Šemeta
Algirdas Gediminas Šemeta, född 23 april 1962 i Vilnius i Litauiska SSR, är en litauisk politiker. Han var EU-kommissionär från 1 juli 2009 till 1 november 2014.
Šemeta har en examen från Vilnius universitet i nationalekonomi och matematik. Han var finansminister 1997-1999 och 2008-2009 och däremellan generaldirektör för Litauens motsvarighet till Statistiska centralbyrån. När Dalia Grybauskaitė valdes till Litauens president ersatte Šemeta henne som budgetkommissionär i Kommissionen Barroso I. I Kommissionen Barroso II som tillträdde den 10 februari 2010 ansvarade han för skatter och tullar, revision och bedrägeribekämpning.

## Fotnoter
1. ↑  Munzinger Personen, Munzinger person-ID: 00000028571, läst: 9 oktober 2017.[källa från Wikidata]
2. ↑  Davos 2014 deltagarlista, läs online.[källa från Wikidata]